# Carl Johan Uddman

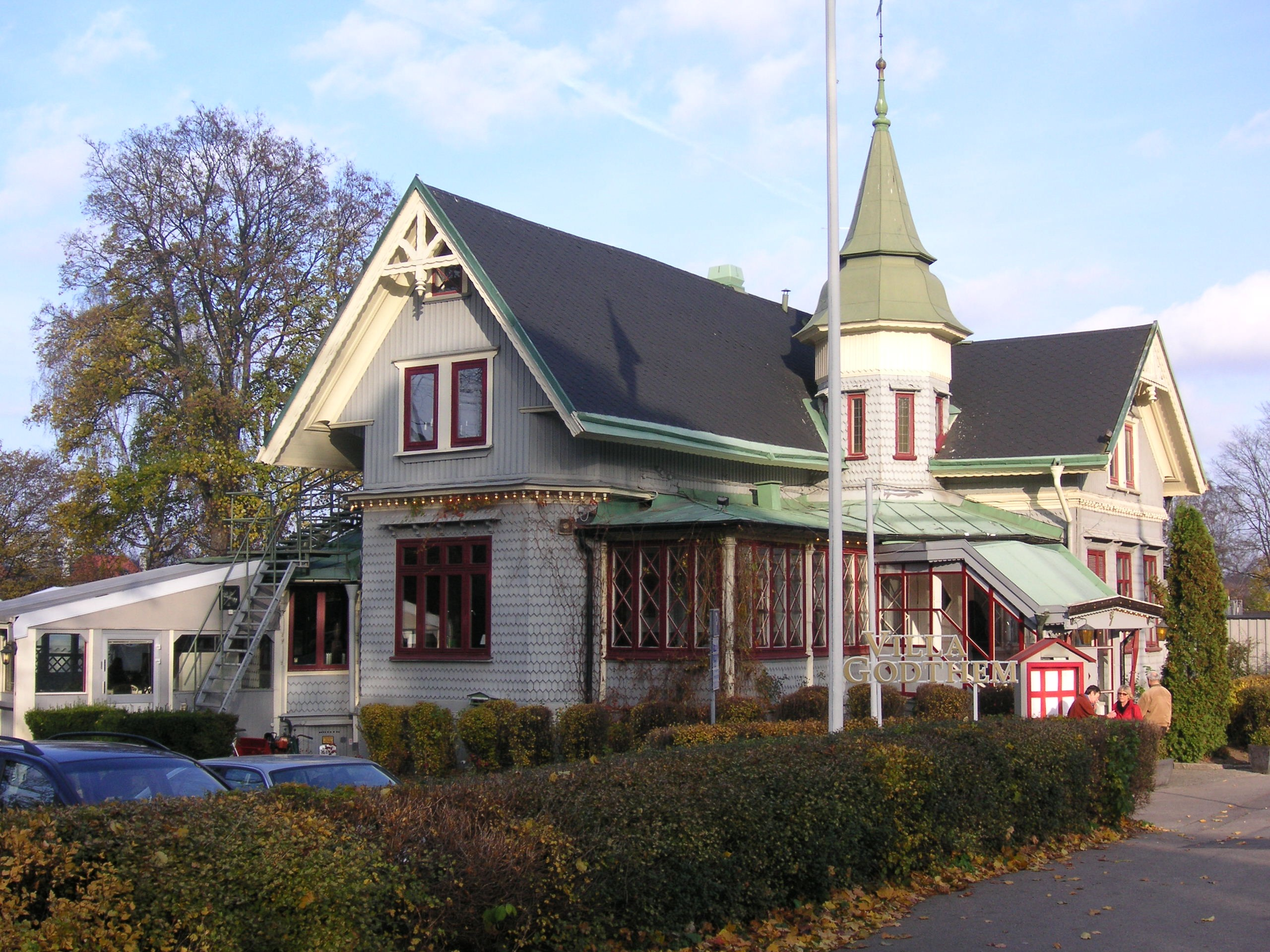
Villa Godthem, 2007.

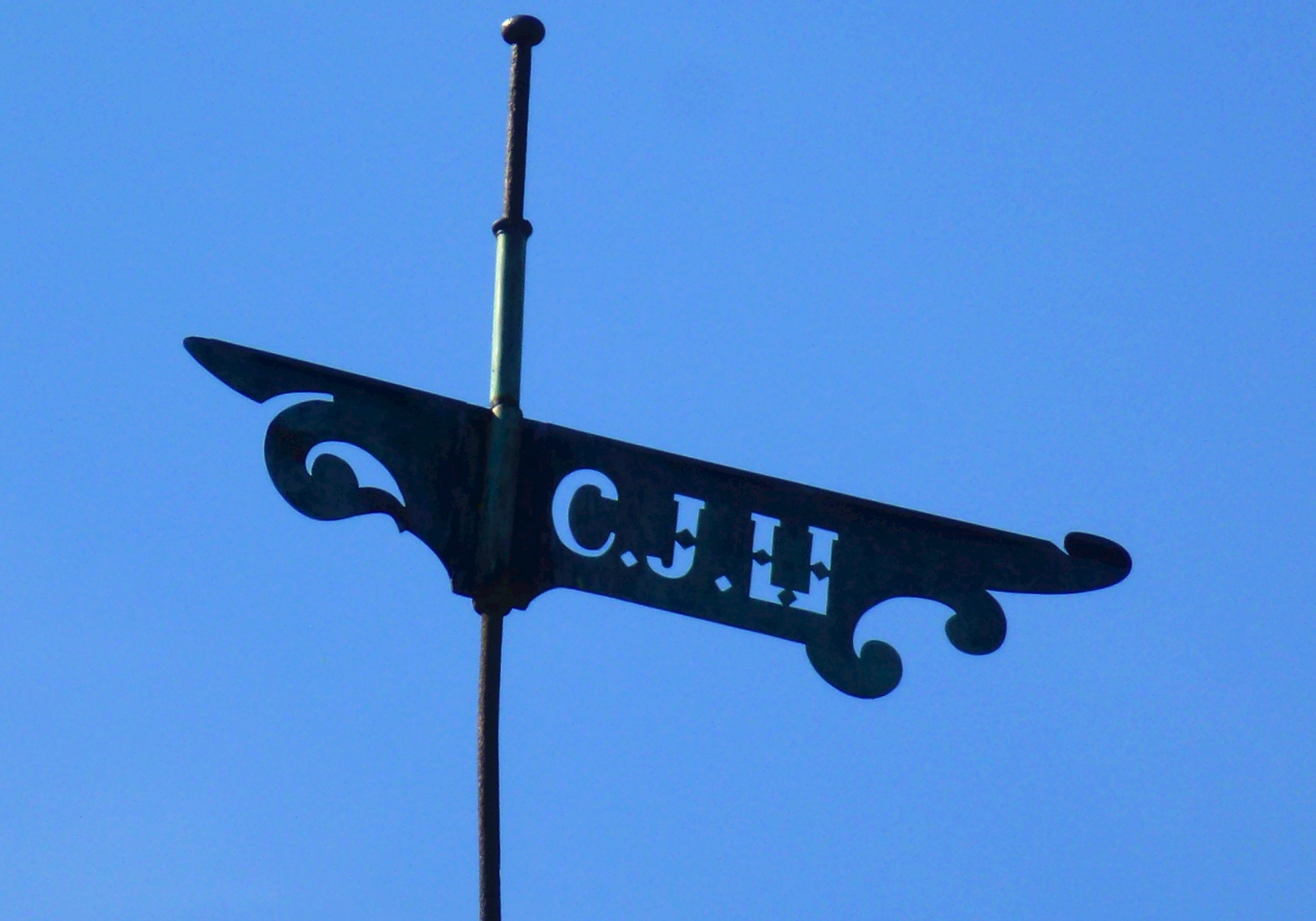
Vindflöjel med C.J.Uddmans initialer

Carl Jakob Johan Uddman, född den 11 mars 1821 i Stockholm, död den 31 maj 1878 i Villa Godthem på Djurgården, var en svensk operasångare, verksam vid Kungliga Teatern mellan 1846 och 1876.

## Liv och verk
Uddman var son till revisorn i arméns pensionskassa Jakob Daniel Uddman och Anna Fernblom. Bland de många syskonen i föräldrahemmet utmärkte Carl Johan sig tidigt för sin vackra röst, men fadern ville inte låta utbilda honom till konstnär. Fjorton år gammal skickades han av fadern till Trollhättan för att tjänstgöra som biträde vid slusskontoret där. Fadern gav dock med sig, och Uddman försökte komma in vid Kungliga Teaterns elevskola, vilket emellertid misslyckades. Efter några bekymmersamma år, då han bland annat genom en långvarig sjukdom höll på att förlora sin röst, fick han 18 år gammal i slutet av 1839 anställning hos teaterföreståndaren A. G. Wallin, som precis hade i Nyköping övertagit ”hovsekter” Anders Peter Berggrens teatersällskap, och där stannade han till våren 1846.
Efter att under sommarmånaderna ha rest med Lars Erik Elfforss sällskap i de norrländska städerna fick han till sist debutera på Kungliga Teatern den 3 december 1846 som Max i Alphyddan, och han fick genast anställning som aktör och sångare, trots hans avsaknad av formell skolning. Uddman blev så småningom en buffasångare av verklig betydelse. Hans goda röst, säkerhet i tonen och stora komiska kraft gjorde stor verkan, och hans ovanligt stora omfång lämpade sig väl för buffapartier.
Hans tilltagande fetma förledde honom ofta till att uppträda endast som farsör, men även detta gjorde han med bravur, exempelvis som Barthold i Figaros bröllop och Barberaren i Sevilla, Cornelius i Nürnbergerdockan, Josseaume i Advokaten Pathelin, Calchas i Den sköna Helena och Aboulifar i Oberon. Innan han blev alltför korpulent spelade han med stor framgång Leporello i Don Juan, Sulpiz i Regementets dotter och Dulcamara i Kärleksdrycken. Bland hans övriga roller märks Cerberin i Målaren och modellerna, Greven av Campo-Major i Kronjuvelerna, Baptiste i Muraren, Lord Tristan i Martha, Kuno i Friskytten, Förste talaren i Trollflöjten, Maurevert i Hugenotterna, Oberthal i Profeten, Bassi i Stradella, Mac-Irton i Vita frun, Matteo i Fra Diavolo och den gamle Melchtal i Wilhelm Tell.
Vid mitten av 1870-talet började Uddmans rörlighet hastigt avta, och han kunde allt mera sällan uppträda på scenen. Under de sista åren av sin levnad bodde han på Villa Godthem på Djurgården vid Djurgårdsbrunnsviken, som hans vänner skänkt honom och som han efter sitt ofta använda uttryck ”godt!” gav namnet ”Godthem”. Där avled han den 31 maj 1878.
Uddman blev associé i Kungliga Musikaliska Akademien 1866 och fick guldmedaljen Litteris et artibus på sin femtioårsdag den 11 mars 1871. Han gifte sig 1844 med Ulrika Ström (död den 12 april 1861).

## Teater

### Roller
- 1865 – Calchas i Sköna Helena av Jacques Offenbach, Henri Meilhac och Ludovic Halévy, Kungliga Operan[4]